# Enteritis actínica
La enteritis actínica, enteritis rádica o enteritis inducida por radiación es un trastorno del intestino delgado y grueso que ocurre durante o después de un curso de radioterapia abdominal o pelviana. La radioterapia abdominal o pelviana es utilizada comúnmente en la actualidad como tratamiento primario o adyuvante en neoplasias ginecológicas, genitourinarias y colorrectales. Existe una relación directa con la dosis de radiación y suele presentarse con dosis de 4.500-6.000 rads (45-60 Gy).
Un efecto secundario de la radioterapia es la lesión del intestino delgado inducida por radiación, que se presenta con dos síndromes distintos: enteritis por radiación aguda y crónica. La enteritis por radiación aguda se presenta en casi 75% de los pacientes que reciben radioterapia por cánceres abdominales y pélvicos. La enteritis por radiación crónica es inexorable y se presenta en alrededor de 5 a 15% de estos enfermos, aunque la incidencia exacta no se conoce. A partir de 1990 con la incorporación de nuevas tecnologías de radioterapia externa como la RT3D conformada y la planificación inversa en IMRT la incidencia y el grado de enteritis rádica ha disminuido significativamente.
La localización de la enfermedad dependerá del campo de irradiación, aunque el sigma, el recto y el íleon terminal son segmentos afectadas con mayor frecuencia.
Walsh describió el primer paciente con enteritis rádica, 2 años después de que Roentgen descubriera los rayos X en 1895.

## Fisiopatología
El intestino delgado es un órgano de riesgo en radioterapia, muy sensible a la radiación por el alto recambio celular de los enterocitos que componen su epitelio.
La radiación induce directamente y mediante generación de radicales libres una lesión celular. Se supone que el principal mecanismo de muerte celular inducida por radiación es la apoptosis que resulta de roturas en el ADN bicatenario, inducida por radiación libres. El efecto citotóxico de la radioterapia se observa principalmente en las células epiteliales de proliferación rápida, como las que recubren el intestino delgado y grueso que son muy susceptible a la lesión inducida por radiación.
Las correlaciones anatomopatológicas de esta lesión aguda comprenden vellosidades roma y un infiltrado denso de leucocitos y células plasmáticas dentro de las criptas. En enfermos graves se observa esfacelo, ulceración y hemorragia de la mucosa. La intensidad de la lesión se relaciona de manera directa con la dosis de radiación administrada y casi todos los casos ocurren en pacientes que recibieron al menos 4.500 cGy.
Debido a la capacidad de regeneración del epitelio intestinal, la lesión de la mucosa característica de la enteritis por radiación aguda se resuelve una vez que se suprime la radioterapia.
En contraste, la enteritis por radiación crónica se caracteriza por una vasculitis oclusiva progresiva que se origina isquemia crónica y fibrosis que afecta todas las capas de la pared del intestino, y no solo a la mucosa. Estas alteraciones causan estenosis, absceso y fístulas, que provocan las manifestaciones clínicas de enteritis por radiación crónica 

## Factores de riesgo
Los factores que contribuyen a la aparición y gravedad de la enteritis por radiación:
- Dosis y fraccionamiento de la misma.

- Tamaño y grado del tumor.

- Volumen del intestino normal irradiado.

- La lesión se incrementa por la administración concomitante de medicamentos quimioterapéuticos que actúan como sensibilizadores a la radiación (doxorrubcicina, actinomicina D, adriamicina, metotrexate, 5-fluoruracilo y bleomicina).

- Implantes intracavitarios de radiación.

- Hipoxia celular.

- Variables individuales de cada paciente: Cirugías abdominales o pelvianas previas, hipertensión arterial, diabetes mellitus, arteriosclerosis, enfermedad inflamatoria pelviana, nutrición inadecuada. Los individuos delgados, de edad avanzada y de sexo femenino poseen mayores posibilidades de presentar daños por radioterapia, debido a la mayor exposición de asas intestinales a nivel pelviano. Según limitados estudios retrospectivos no controlados, pacientes con enfermedad inflamatoria intestinal conocida presentarían mayor riesgo de presentar toxicidad intestinal severa.

## Presentación clínica
Los síntomas pueden aparecer horas después de la aplicación, a corto plazo, meses o hasta 30 años después de finalizar la radioterapia. Se describen un síndrome agudo y un síndrome crónico.
Las manifestaciones más comunes de enteritis por radiación aguda son náuseas, vómitos, diarrea  y dolor abdominal tipo cólico.
Los síntomas son pasajeros y remiten una vez que se suspende la radioterapia. Debido a que el diagnóstico suele ser obvio,  tomando en cuenta el contexto clínico, no se requieren pruebas diagnósticas específicas. La mitosis a nivel de las criptas regresa a la normalidad en 3 días, mientras la recuperación histológica completa lleva alrededor de 6 meses. Sin embargo,  cuando los pacientes presentan signos que hacen pensar en peritonitis,  debe realizarse una TAC para investigar otros padecimientos capaces de causar síndromes abdominales agudos.
Las manifestaciones clínicas de enteritis por radiación crónica son obvias en el transcurso de dos años de administrar la radiación,  aunque es posible que se inicien luego de tan sólo unos meses o  hasta décadas después.  La presentación clínica más común es una obstrucción parcial del intestino delgado con náuseas, vómitos,  distensión abdominal intermitente,  diarrea crónica acuosa y/o esteatorrea, dolor del abdomen tipo cólico y adelgazamiento. El segmento afectado con mayor frecuencia es el íleon terminal
Otras manifestaciones de enteritis por radiación crónica abarcan obstrucción intestinal completa, hemorragia aguda  o crónica del intestino y formación de absceso o fístula.

## Grado de enteritis rádica
El grado de afectación de la enteritis por radiación varía entre individuos según los factores de riesgo. En 1983 se publicaron los criterios de toxicidad de la radioterapia elaborados por la RTOG y la EORTC, que diferencian entre toxicidad aguda y toxicidad crónica y son los más utilizados en la práctica clínica en Oncología Radioterápica.
- Grado 0: No toxicidad.
- Grado 1: Toxicidad leve. Diarrea moderada con 5 o menos deposiciones al día, secreción o sangrado rectal leve, que no suele precisar medicación.
- Grado 2: Toxicidad moderada. Diarrea con más de 5 deposiciones al día, dolor cólico, secreción mucosa rectal importante o sangrado intermitente, que precisa medicación.
- Grado 3: Toxicidad grave. Obstrucción o sangrado que precisa transfusión, ingreso hospitalario o maniobra quirúrgica.
- Grado 4: Toxicidad muy grave. Necrosis, perforación, fístula. El paciente precisa tratamiento intensivo o cirugía mayor para solucionar el problema, con riesgo de muerte.
- Grado 5: Muerte tóxica.

Los grados 0, 1 y 2 ocurren en casi el 95% de los pacientes que reciben radioterapia en una localización del abdomen o de la pelvis. El grado 3 ocurre en menos del 5% de los casos y el grado 4 en menos del 1%.

## Diagnóstico
La valoración de un paciente en el que existen grandes probabilidades de enteritis por radiación crónica comprende revisión de los expedientes de sus tratamientos con radiación para saber la dosis total de radiación administrada,  el fraccionamiento y el volumen de tratamiento.  Es necesario señalar las  áreas que recibieron las dosis altas,  porque las lesiones encontradas posteriormente en estudios de imagen suelen ubicarse en estas zonas.

#### Laboratorio
Los pacientes pueden presentar anemia por sangrado o malabsorción. Alteraciones del medio interno por vómitos. En el estudio de heces se puede objetivar la presencia de grasas (esteatorrea) y descartar diarrea de origen infeccioso.

#### Estudios de imagen

##### Radiografía directa de abdomen de pie y en decúbito
Es un estudio no específico. Puede evidenciar un íleo (cuadro agudo), asas dilatadas y con niveles hidroaéreos (obstrucción intestinal), o signo del revoque (edema de la pared intestinal).

##### Tránsito intestinal
Los hallazgos en el tránsito intestinal están en relación con el estadio de la enfermedad y el grado de afectación.
El hallazgo más frecuente es el engrosamiento regular y paralelo de los pliegues, con presencia de ulceraciones, que traducen tanto la afectación mucosa y submucosa.
En estado más avanzado es posible observar segmentos únicos con múltiples de estenosis, angulación y fijación de asas, distorsión de pliegues en el borde antimesentérico y más raramente fístulas (especialmente a nivel de las anastomosis quirúrgicas).

##### TAC
Los hallazgos en el TAC son similares a los de otras entidades inflamatorias, con engrosamiento concéntrico de la pared, en ocasiones con halo hipodenso intramular y aumento en la densidad de la grasa del mesenterio. Cuando existe confluencia de asas intestinales, adheridas y con la pared engrosada, puede simular una recidiva neoplásica.

##### Colonoscopia – Rectoscopia
Presenta ventajas con respecto a la radiología, permite realizar biopsias y constituye un arma terapéutica. Puede resultar peligroso, debiéndose realizar con mucha cautela en los episodios agudos.

## Diagnóstico diferencial
Debe establecerse con la enfermedad de Crohn, aunque en esta entidad el engrosamiento de los pliegues es más irregular y existe afectación predominante del patrón mucoso.
El contexto clínico permite, en la mayor parte de los casos, la diferenciación con otras entidades, como la enteritis isquémica, Síndrome de sobrecrecimiento bacteriano, obstrucción intestinal baja, hemorroides, enfermedad inflamatoria intestinal,  perforación intestinal, malabsorción de otra causa, enfermedad ulcerosa péptica, Proctitis y anusitis.
Otras entidades:  neoplasia gastrointestinales, obstrucción intestinal alta, hemorragia diverticular.

## Tratamiento
Casi todos los casos de enteritis por radiación aguda curan de manera espontánea.  Suele ser suficiente el tratamiento de apoyo, que incluye la administración de antieméticos. Los pacientes con deshidratación inducida por diarrea tal vez requieran hospitalización y administración de líquidos parenterales.  Rara vez los síntomas son bastante graves como para requerir que se disminuya o suprima la radioterapia.
En contraste, el tratamiento de la enteritis por radiación crónica representa un grave problema. La intervención quirúrgica para este trastorno ocasiona tasas de morbilidad altas y debe evitarse cuando no existen indicaciones específicas como obstrucción de alto grado, perforación, hemorragias,  abscesos intraabdominales y  fístulas. El objetivo de la cirugía es la resección limitada del intestino afectado con anastomosis primaria entre segmentos intestinales sanos. No obstante,  la naturaleza característicamente difusa de fibrosis y  adherencias densas entre los segmentos intestinales dificulta una resección limitada. Además,  en el periodo intraoperatorio,  es difícil diferenciar el intestino normal y  el radiado a simple vista o incluso analizando cortes congelados.  Es importante esta diferenciación porque las anastomosis entre segmentos radiados de intestino se acompañan de tasas de fuga hasta de 50%. Si no es factible la resección limitada, una opción puede ser un procedimiento de derivación intestinal,  excepto en los casos en que la hemorragia indicó  la operación.  Hay algunos pacientes en quienes es imposible evitar resecciones lo bastante extensas para provocar síndrome de intestino corto.

## Prevención
En vista de la morbilidad significativa relacionada con la enteritis por radiación,  algunos grupos han estudiado medidas posibles para disminuir o prevenir tales efectos colaterales.  El mantenimiento de la exposición a  la radiación por debajo de 5 000 Gy se acompaña de efectos colaterales a  largo plazo mínimos y se recomienda siempre que sea posible. Cada vez se usan más las técnicas de radiación en haces múltiples a fin de minimizar el  área de exposición máxima a  la radiación, así  como mesas inclinadas para desplazar al intestino fuera de la pelvis durante la radioterapia. Unos cuantos estudios sugirieron que la sulfasalazina  por vía oral ayuda a disminuir la incidencia de enteritis aguda inducida por radiación. En pacientes que se someten a  cirugía pélvica con probabilidad de requerir radioterapia postoperatoria,  se recomiendan las técnicas quirúrgicas que mantengan el intestino delgado fuera de la pelvis. Estas medidas incluyen el uso de un cabestrillo de malla absorbible para separar la pelvis de la cavidad abdominal verdadera y  así prevenir la exposición del intestino delgado a la radiación pélvica.